# Old Escobares
Old Escobares – jednostka osadnicza w Stanach Zjednoczonych, w stanie Teksas, w hrabstwie Starr.